# Herb gminy Dobre (województwo kujawsko-pomorskie)
Herb gminy Dobre – symbol gminy Dobre, ustanowiony 18 czerwca 1998.

## Wygląd i symbolika
Herb przedstawia na tarczy koloru niebieskiego (symbol piękna, wzniosłości i chwały) skrzyżowane szablę z kosą (nawiązującą do walk na terenie gminy podczas powstania styczniowego). Na herbie umieszczono także złoty krzyż kawalerski (odniesienie do powstania styczniowego, I i II wojny światowej) i złotą podkowę. 